# Adriana Basile
Andreana Basile, conosciuta meglio come Adriana Basile (Napoli, 21 dicembre 1586 – Napoli, 25 gennaio 1657), è stata una cantante e musicista italiana, tra le più famose del XVII secolo.

## Biografia
Adriana Basile, sorella dello scrittore Giambattista Basile e, forse, del compositore e poeta Lelio Basile, fu una celeberrima cantante e musicista del primo Seicento, rinomata anche per la sua eccezionale bellezza. La sua fama le procurò l'interesse di alcuni letterati, che le dedicarono i loro componimenti in versi: il Teatro delle glorie della signora Adriana Basile alla virtù di lei delle cetre degli Anfioni di questo secolo fabbricato, una raccolta stampata nel 1623 e nel 1628, e L'idea della veglia, del 1640. Francesco Rasi le rese omaggio ne La cetra di sette corde del 1619, e Giovan Battista Marino ne L'Adone, canto VII (1623) e nelle Rime, II (edizione del 1629).
Secondo le fonti storiche sarebbe nata intorno al 1580, secondo qualche autore, invece, sarebbe stata battezzata a Napoli nella Chiesa di Sant'Anna di Palazzo, il 21 dicembre 1586. 
Le prime notizie sul suo conto risalgono al 1610, quando si trasferì con la famiglia e il marito Muzio Baroni, un nobile al servizio dei Carafa, a Mantova presso la corte del duca Vincenzo I Gonzaga. Mentre era in viaggio per Mantova, il giovane cardinale Ferdinando Gonzaga l'ascoltò a Roma e scrisse di lei al duca suo padre: «Ha lasciato qui fama immortale et ha fatto stupir questa città sendo veramente la prima donna del mondo, sì nel canto come ancora nella modestia et honestà.».
A Firenze fu ospitata in casa di Giulio Caccini, dove l'udirono i componenti della camerata de' Bardi, e lo stesso conte Giovanni Bardi, confermando che ella era la migliore cantante esistente. Il granduca Cosimo II de' Medici la volle a corte, e fu talmente entusiasta di lei che le regalò una collana composta da quattro file di perle e un gioiello del valore complessivo di trecento scudi d'oro.
A Mantova, la Basile ottenne notevoli favori in riconoscimento della propria arte, come la concessione della baronia di Piancerreto, in Monferrato da parte del duca. Raccolse poi grandi successi in occasione di concerti a Milano e a Venezia. Nel 1624 lasciò definitivamente Mantova. Passò gli anni rimanenti principalmente a Napoli, continuando a dare concerti con esito trionfale.
Nel 1635 lavorò a Sorrento al servizio di donna Margherita d'Austria Branciforte, principessa di Butera, e di suo marito.
Anche le presunte sorelle (Margherita e Vittoria) e le figlie Caterina ed Eleonora furono cantanti; quest'ultima in particolare, raffinata virtuosa di canto e musicista, divenne famosa almeno quanto la madre. Insieme con le figlie, Adriana fu udita da André Maugars a Roma nell'ottobre 1639; tutte e tre le donne cantavano e suonavano: Adriana si accompagnava con la lira, Leonora con la tiorba e Caterina con l'arpa.